# Liste der Biografien/Dano
Liste der Biografien |
Portal Biografien |
Personensuche
# |
A |
B |
C |
D |
E |
F |
G |
H |
I |
J |
K |
L |
M |
N |
O |
P |
Q |
R |
S |
T |
U |
V |
W |
X |
Y |
Z |
?
 
Da |
Db |
Dc |
Dd |
De |
Dg |
Dh |
Di |
Dj |
Dk |
Dl |
Dm |
Dn |
Do |
Dq |
Dr |
Ds |
Du |
Dv |
Dw |
Dy |
Dz
 
Daa |
Dab |
Dac |
Dad |
Dae |
Daf |
Dag |
Dah |
Dai |
Daj |
Dak |
Dal |
Dam |
Dan |
Dao |
Dap |
Daq |
Dar |
Das |
Dat |
Dau |
Dav |
Daw |
Dax |
Day |
Daz
 
Dana |
Danb |
Danc |
Dand |
Dane |
Danf |
Dang |
Danh |
Dani |
Danj |
Dank |
Danl |
Dann |
Dano |
Danq |
Danr |
Dans |
Dant |
Danu |
Danv |
Danw |
Dany |
Danz
Die Liste der Biografien führt alle Personen auf, die in der deutschsprachigen Wikipedia einen Artikel haben. Dieses ist eine Teilliste mit 37 Einträgen von Personen, deren Namen mit den Buchstaben „Dano“ beginnt.

## Dano
- Dano, Hutch (* 1992), US-amerikanischer Schauspieler
- Daňo, Ivan (* 1946), tschechoslowakischer Fußballspieler
- Daňo, Jozef (* 1968), slowakischer Eishockeyspieler und -trainer
- Daňo, Marko (* 1994), slowakischer Eishockeyspieler
- Dano, Nina (* 2000), schwedische Handballspielerin
- Dano, Paul (* 1984), US-amerikanischer SchauspielerPaul Dano (* 1984)

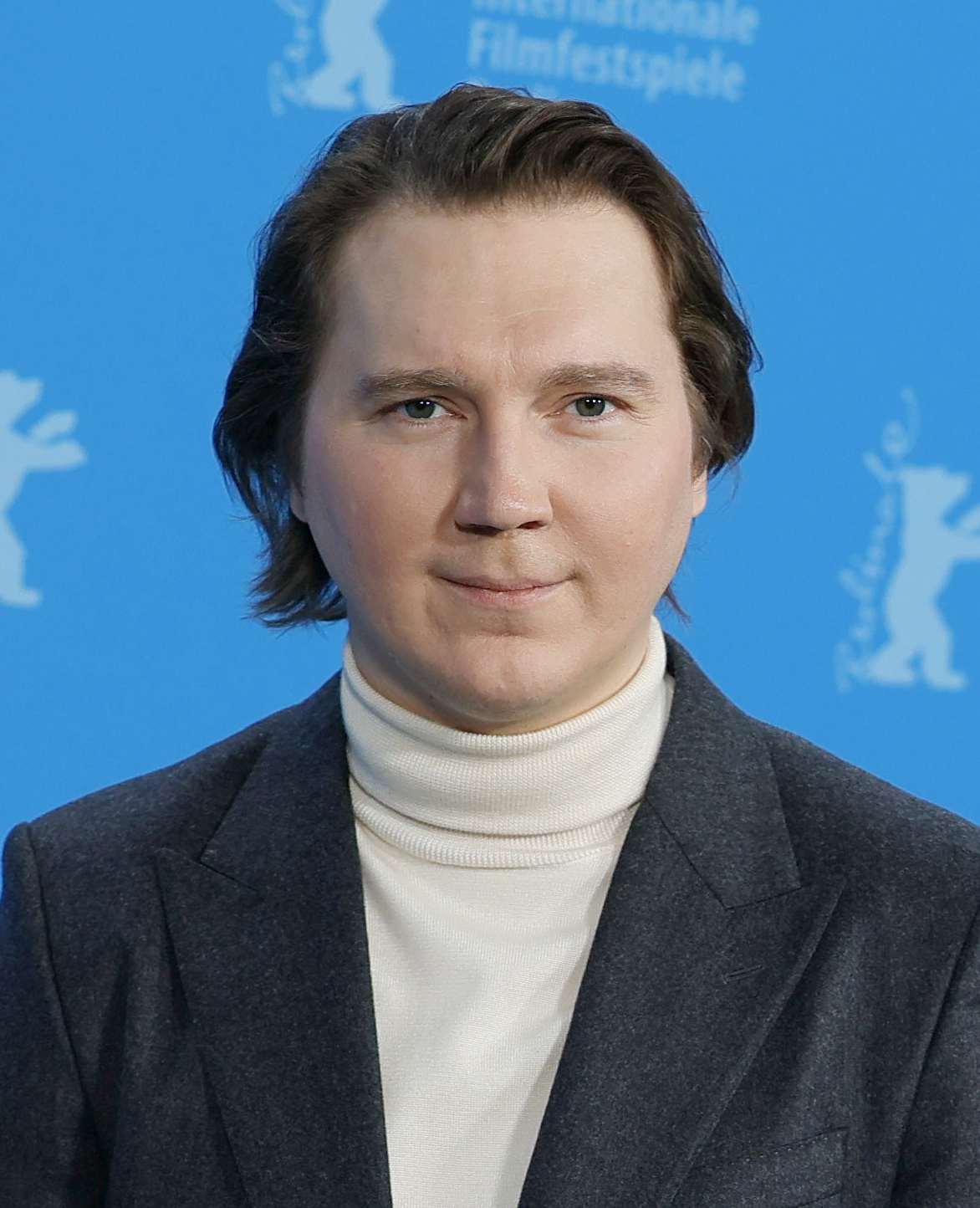
Paul Dano (* 1984)

- Dano, Royal (1922–1994), US-amerikanischer Schauspieler

### Danof
- Danoff, Bill (* 1946), US-amerikanischer Songschreiber und Sänger

### Danog
- Danoğlu, Açalya Samyeli (* 1991), türkische Schauspielerin

### Danoi
- Danois, Johanna (* 1987), französische Sprinterin
- Danois, Kévin (* 2004), französischer Fußballspieler
- Danois, Maëva (* 1993), französische Hindernisläuferin

### Danoj
- Danojlić, Milovan (1937–2022), serbischer, in Frankreich lebender Autor

### Danon
- Danon, Ambra († 2023), italienische Kostümbildnerin in Film und Theater
- Danon, Danny (* 1971), israelischer Politiker
- Danon, Géraldine (* 1968), französische Schauspielerin und Schriftstellerin
- Danon, Laurence (* 1956), französische Unternehmerin
- Danon, Marcello (1920–1997), italienischer Filmproduzent und Drehbuchautor
- Danon, Moše († 1830), Großrabbiner von Sarajewo
- Danon, Raymond (1930–2018), französischer Filmproduzent
- Danon, Viktor (* 1986), serbischer Eishockeyspieler

### Danos
- Danos, Nicolas (* 1980), französischer Fußballschiedsrichterassistent

### Danou
- Danou, Maria (* 1990), griechische Skilangläuferin

### Danov
- Danov, Christo M. (1908–1999), bulgarischer Althistoriker
- Danova, Cesare (1926–1992), italienischer Filmschauspieler
- Danova, Luigi (* 1952), italienischer Fußballspieler und -trainer
- Danoville, Le Sieur, französischer Gambist
- Danovius, Ernst Jakob (1741–1782), lutherischer Theologe
- Danovsky, Vladimir (* 1945), bulgarischer Theater- und Opernregisseur, Autor

### Danow
- Danow, Christo Gruew (1828–1911), bulgarischer Verleger
- Danow, Petar (1864–1944), bulgarischer spiritueller LehrerPetar Danow (1864–1944)

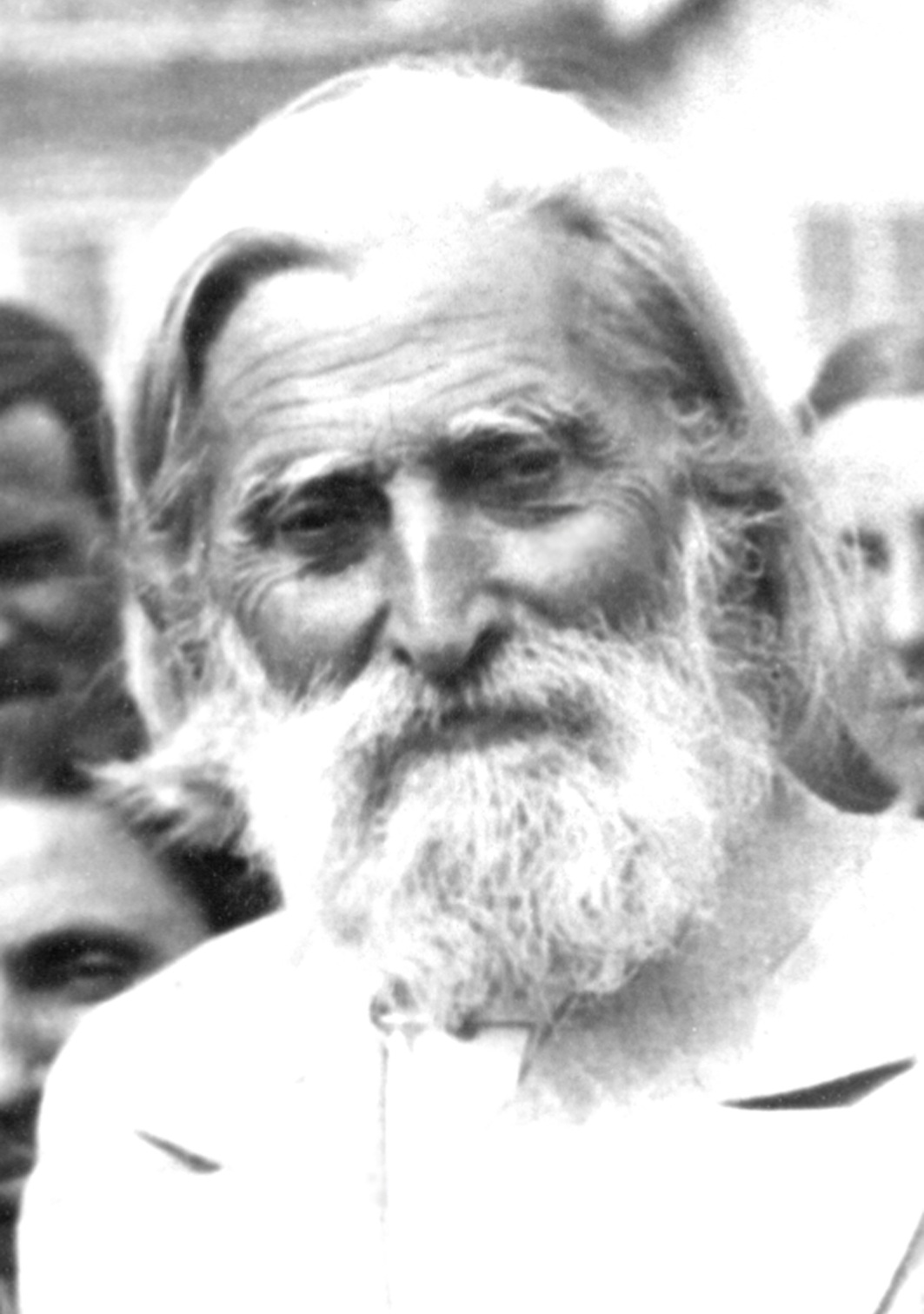
Petar Danow (1864–1944)

- Danowski, Bojan (1899–1976), bulgarischer Theaterregisseur, Dramatiker und Theaterwissenschaftler
- Danowski, Ed (1911–1997), US-amerikanischer American-Football-Spieler
- Danowski, Karl-Heinz (* 1941), deutscher Schauspieler, Synchron- und Hörspielsprecher
- Danowski, Katja (* 1974), deutsche Theater- und Filmschauspielerin
- Danowski, Marian (* 1952), Schweizer Politaktivist
- Danowski, Matt (* 1985), US-amerikanischer Lacrossespieler